# Сохани
Сохани́ — село в Україні, у Білопільській міській громаді Сумського району Сумської області. Населення становить 4 особи. До 2018 орган місцевого самоврядування — Білопільська міська рада.

## Географія
Село Сохани розташоване на відстані 2 км від міста Білопілля. За 1.5 км розташоване село Гиріне.
Поруч пролягає автомобільний шлях Т 1918 і залізниця, станція Платформа 304 кілометр.

## Історія
- Село постраждало внаслідок геноциду українського народу, проведеного урядом СССР 1923—1933 та 1946–1947 роках.
- 12 червня 2020 року, відповідно до розпорядження Кабінету Міністрів України № 723-р «Про визначення адміністративних центрів та затвердження територій територіальних громад Сумської області», село увійшло до складу Білопільської міської громади[1].
- 19 липня 2020 року, в результаті адміністративно-територіальної реформи та ліквідації Білопільського району, село увійшло до складу новоутвореного Сумського району[2].